# Blindage électromagnétique
 (décembre 2016).
Si vous disposez d'ouvrages ou d'articles de référence ou si vous connaissez des sites web de qualité traitant du thème abordé ici, merci de compléter l'article en donnant les références utiles à sa vérifiabilité et en les liant à la section « Notes et références ».
Pour les articles homonymes, voir Blindage et EMI.

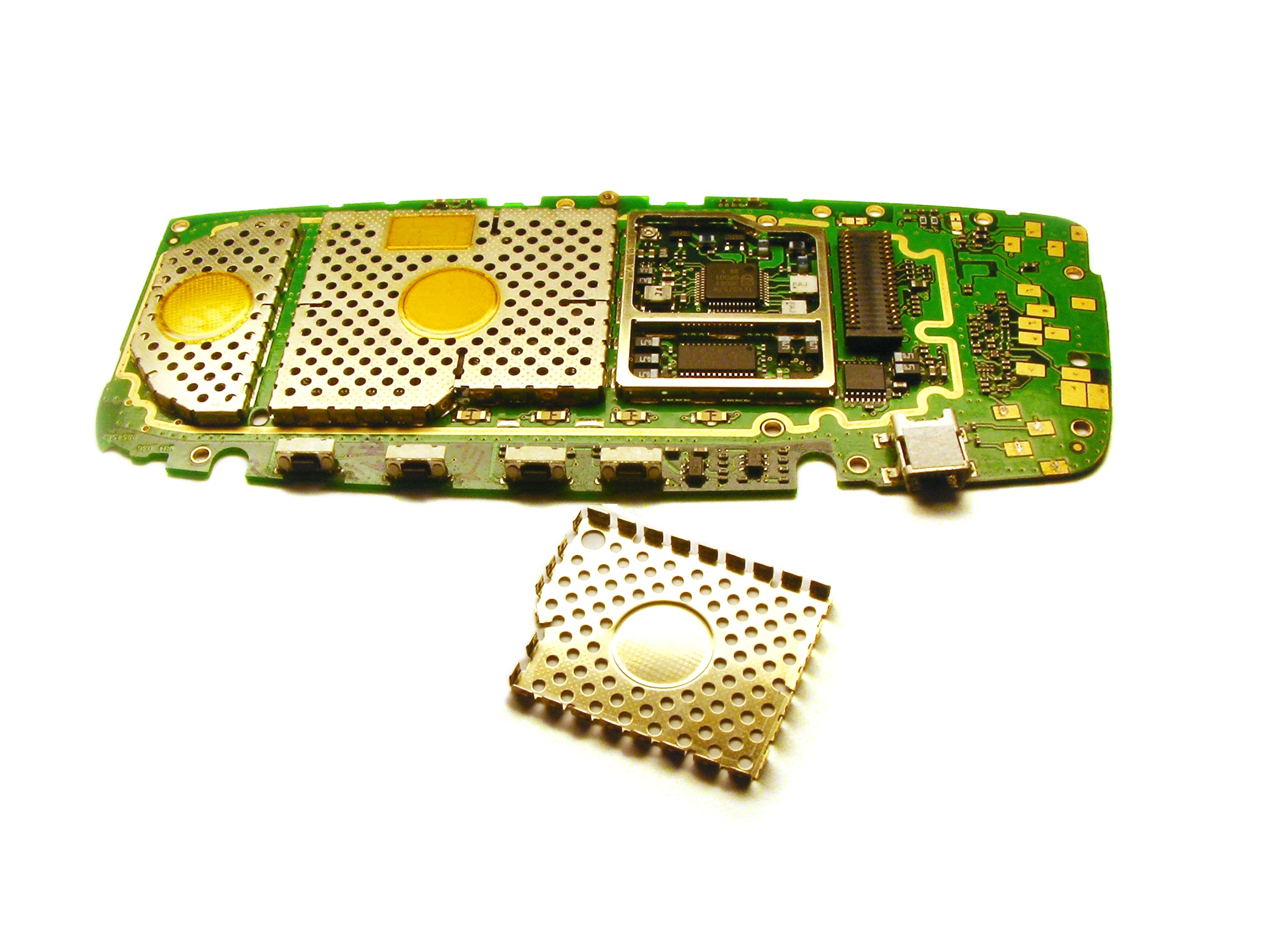
Cages de blindage électromagnétique dans un téléphone portable démonté. Une des cages est retirée pour montrer le circuit intégré protégé par le blindage.

Le blindage électromagnétique, blindage électrique ou blindage EMI est un dispositif visant à réduire le champ électromagnétique au voisinage d'un objet en interposant une barrière entre la source du champ et l'objet à protéger. La barrière doit être faite d'un matériau conducteur électrique. Les blindages électromagnétiques sont principalement utilisés pour protéger des équipements électroniques des parasites électriques et des radiofréquences.
Le blindage peut réduire l'influence des micro-ondes, de la lumière visible, d'autres champs électromagnétiques et des champs électrostatiques. Plus particulièrement, une enceinte conductrice utilisée pour isoler des champs électrostatiques est connue sous le nom de cage de Faraday. En revanche, un blindage électromagnétique ne peut pas isoler des champs magnétostatiques, pour lesquels le recours à un blindage magnétique est nécessaire.
L'efficacité du blindage dépend du matériau utilisé, de son épaisseur et de la fréquence à bloquer.

## Matériaux
Les matériaux utilisés le plus couramment comme blindage électromagnétique sont des feuilles et des grilles métalliques, des gaz ionisés et des plasmas. De façon à assurer le blindage, les trous dans les grilles et feuillets doivent être significativement plus petits que la longueur d'onde de la radiation à bloquer.
Une autre méthode courante de blindage, surtout utilisée dans les appareils électroniques grand public équipés d'un boîtier plastique, consiste à recouvrir l'intérieur du boîtier avec une encre métallique. Cette encre est usuellement constituée d'une dispersion de particules de nickel ou de cuivre dans une solution liquide. L'encre est dispersée à l'aide d'un atomiseur et, une fois sèche, forme une couche conductrice continue. Lorsqu'elle est reliée à la masse de l'appareil, elle forme un blindage efficace.

## Exemples d'application
Un câble blindé est un câble électrique possédant un blindage sous la forme d'un treillis de fils entourant l'âme du câble. Le blindage empêche que le signal ne s'échappe du conducteur et aussi qu'un signal parasite ne s'ajoute au signal transporté par le conducteur.
Certains câbles sont équipés de deux blindages concentriques. L'un est connecté aux deux extrémités, l'autre à une extrémité seulement. Cette disposition permet de maximiser à la fois le blindage des champs électromagnétiques et des champs électrostatiques.
La porte d'un four à micro-ondes dispose d'un blindage électromagnétique formé d'une grille métallique, intégrée à son hublot. Les micro-ondes utilisées dans le four ont une longueur d'onde de l'ordre de 12 cm. Pour cette longueur d'onde, la grille, de pas millimétrique, constitue une cage de Faraday. En revanche, la lumière visible, de longueur d'onde allant de 400 nm à 800 nm, passe aisément entre les fils de la grille.
Le blindage électromagnétique est également utilisé pour empêcher l'accès aux données stockées dans les puces RFID incluses dans de nombreux appareils, comme les passeports biométriques.

## Le fonctionnement du blindage électromagnétiquehaute fréquence
Un champ électromagnétique consiste en un champ électrique et un champ magnétique variables et couplés. Le champ électrique produit une force sur les porteurs de charge électrique des matériaux conducteurs (les électrons). Aussitôt qu'un champ électrique est appliqué à la surface d'un conducteur parfait, il produit un courant électrique. Le déplacement de charge au sein du matériau diminue le champ électromagnétique à l'intérieur du matériau.
De la même façon, des champs magnétiques variables génèrent des tourbillons de courant électrique qui agissent de façon à annuler le champ magnétique. (Un conducteur électrique qui ne serait pas ferromagnétique laisse librement passer le champ magnétique.) Le rayonnement électromagnétique est réfléchi à l'interface d'un conducteur et d'un isolant. Ainsi, les champs électromagnétiques existant à l'intérieur du conducteur n'en sortent pas et les champs électromagnétiques externes n'y entrent pas.

## Limitations de l'efficacité des blindages
Plusieurs facteurs limitent l'efficacité d'un blindage électromagnétique réel. L'un est que, en raison de la résistance électrique du conducteur, le champ créé au sein du matériau n'annule pas complètement le champ extérieur. D'autre part, la plupart des conducteurs ne peuvent atténuer les champs magnétiques de faible fréquence.
Les rayonnements électromagnétiques sont d'autant mieux arrêtés par un plan métallique que la fréquence est élevée. Pour évaluer l'efficacité d'un blindage, on calcule l'épaisseur de peau (voir effet de peau). Le blindage sera d'autant plus efficace que son épaisseur sera grande devant l'épaisseur de peau. On s'aperçoit que pour les fréquences de plusieurs dizaines de MHz, quelques dizaines de microns d'épaisseur de métal sont souvent suffisantes.
Cependant, à ces fréquences élevées, un autre phénomène peut réduire à néant l'efficacité d'un blindage : il s'agit des trous et des fentes sur ce blindage. D'une façon générale, il faudra considérer le périmètre des ouvertures, pour savoir si celles-ci nuisent ou non au blindage. Des petits trous, même nombreux, conserveront la qualité du blindage. C'est ainsi que l'on peut remplacer une surface métallique par une grille. Il suffira que le périmètre des trous soit très petit par rapport à la longueur d'onde. Au contraire, une fente, constituée par un couvercle plaqué sur un coffret, pourra réduire fortement l'efficacité du blindage. Une fente dont le périmètre est proche de la longueur d'onde sera même une véritable antenne !
Pour réduire ces effets des fentes, on s'assurera que le périmètre des fentes (soit donc deux fois la longueur) est petit par rapport à la longueur d'onde la plus petite qui pourrait être rayonnée. C'est pour cette raison que l'on trouve parfois des couvercles fixés par un grand nombre de vis, ou exempts de peinture sur la face interne. On réduit ainsi le périmètre de chaque fente (en assurant un contact au plus près de la deuxième surface). On pourra également équiper les couvercles de languettes assurant un contact électrique entre les parties métalliques constituant le boîtier de l'appareil.
Enfin, il ne servirait à rien de garantir des dizaines de dB d'atténuation par un blindage si on ne s'assurait pas que les câbles entrant dans l'appareil ne créent un passage aux courants de haute fréquence. Voir pour plus de détails la compatibilité électromagnétique, et notamment le paragraphe "couplage en mode commun".